# Safí II.
Zillulláh Abú-l-Muzaffar Sultán Sulajmán Safí Šáh, většinou známý jako Safí II., méně často jako Sulajmán I. (1647 – 29. července 1694 Isfahán) byl perský šáh z dynastie Safíovců vládnoucí v letech 1666–1694. Byl nejstarším ze tří synů šáha Abbáse II., jeho matkou byla Čerkeska Nákíjat Chanúm.
Mladý šáh byl korunován v Isfahánu 2. října 1666 jako Safí II., protože však první rok jeho vlády poznamenaly různé přírodní katastrofy a plenivý vpád ruských kozáků atamana Stěnky Razina, vyslovili dvorní astrologové názor, že ceremonie proběhla příliš brzy, a tak byl Safí korunován 20. března 1668 znovu, tentokrát jako Sulajmán I. Doba jeho vlády byla poměrně klidná, odhlédneme-li od několika vpádů Uzbeků do Chorásánu a okupaci přístavu Kišm Holanďany. Povahou byl šáh nebojovný a dosti podléhal vlivu eunuchů a harému – v pozdějších letech mu v efektivním řízení státních záležitostí bránil špatný zdravotní stav.